# Pfarrkirche Kleinharras

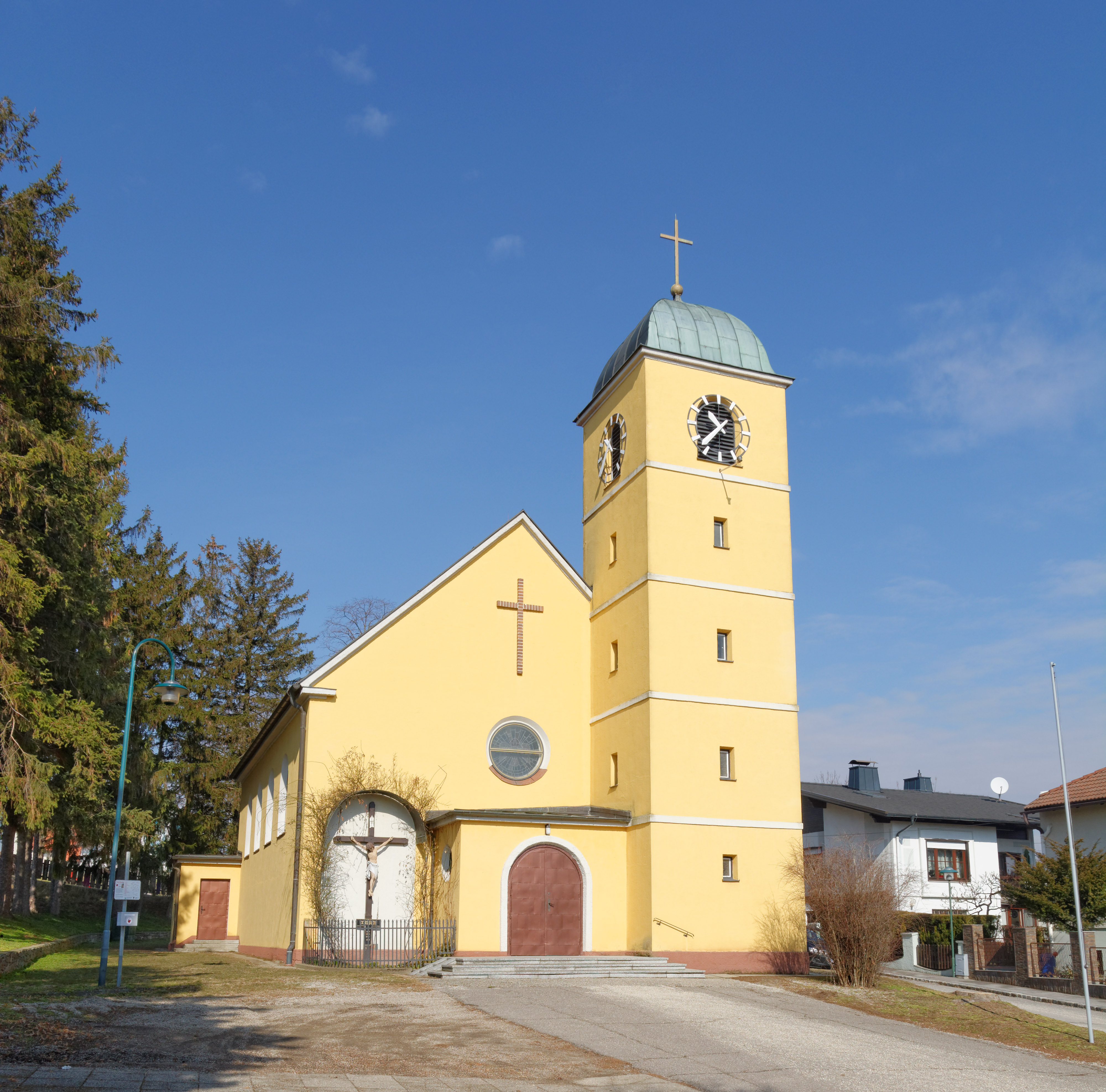
Katholische Pfarrkirche Hll. Philipp und Jakob in Klein-Harras

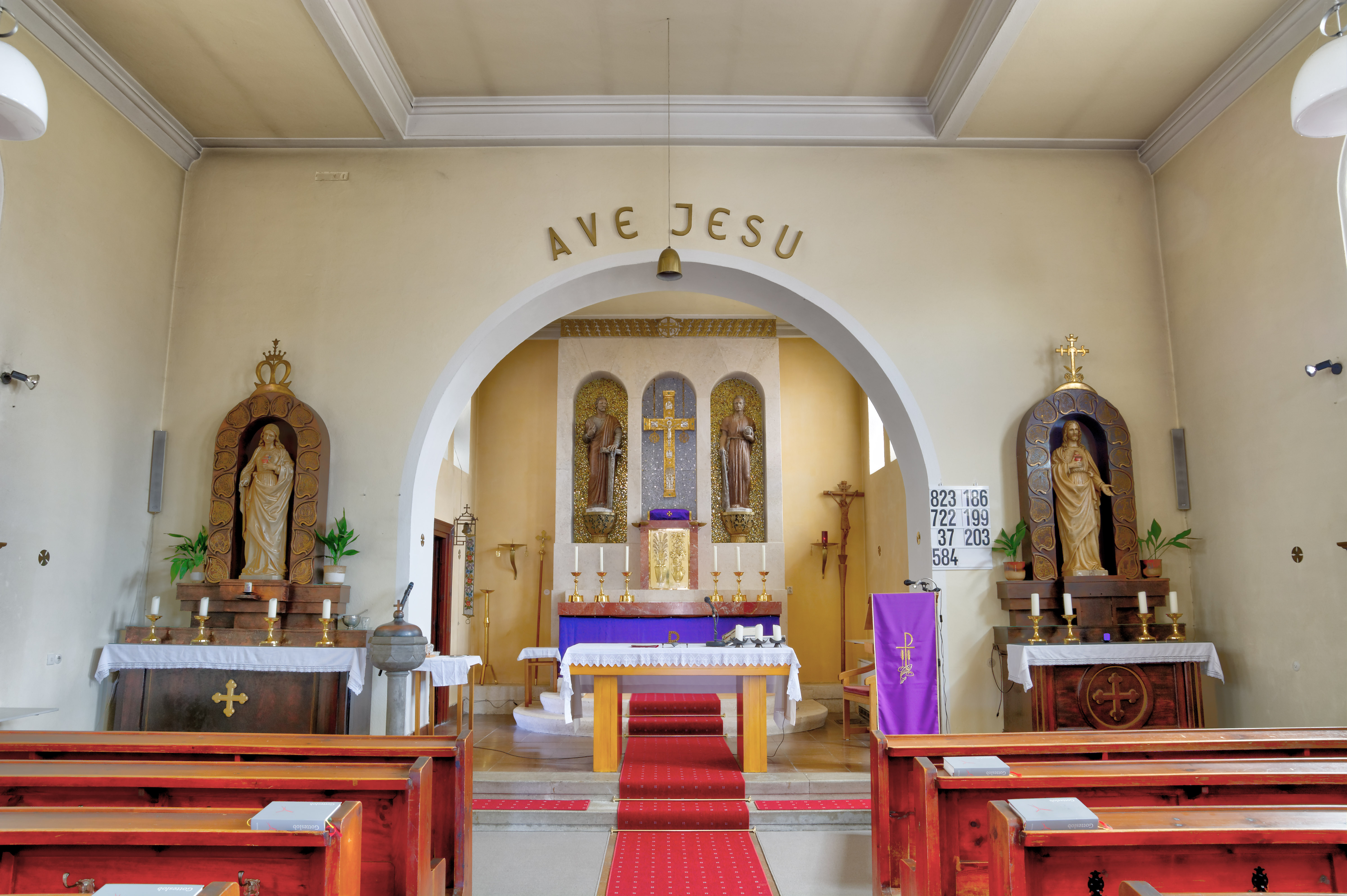
Langhaus, Blick zum Chor

Die römisch-katholische Pfarrkirche Kleinharras steht erhöht im Norden des Angers in Klein-Harras in der Marktgemeinde Matzen-Raggendorf im Bezirk Gänserndorf in Niederösterreich. Die dem Patrozinium der Heiligen Philippus und Jakobus unterstellte Pfarrkirche gehört zum Dekanat Mistelbach-Pirawarth im Vikariat Unter dem Manhartsberg der Erzdiözese Wien. Die Kirche steht unter Denkmalschutz (Listeneintrag).

## Geschichte
Die Kirche wurde 1936/1937 an der Stelle einer 1936 abgetragenen kleinen Dorfkirche erbaut und 1944 zur Pfarrkirche erhoben.

## Architektur
Die Kirche zeigt eine strenge Fassadengliederung, über dem Eingangsportal gibt es ein großes Rundfenster und einen hochgezogenen Dreieckgiebel. Der fünfgeschoßige Turm trägt eine Glockenhaube.

## Einrichtung
Über dem Altar gibt es ein monumentales Kreuz nach einem Entwurf von Petermair. Die Figuren der Heiligen Philipp und Jakob schuf Hartig 1947/1948.
Die Brüstungsorgel mit 4 Registern entstand um 1850.